# 鉄おも!
『鉄おも!』（てつおも!）とは、株式会社ネコ・パブリッシングが発行している、鉄道グッズを扱う雑誌。
そもそもは『Rail Magazine』誌第224号（2002年4月号）より、おかもと・のりゆきによって「鉄道おもちゃ屋本日開店!!」と題する古今の鉄道玩具を特集した連載記事としてスタートしたものが原点である。
のちに『鉄道おもちゃ』と称する雑誌として独立し、不定期刊（ほぼ季節毎、後に隔月刊となったが各号の題号は「春号」「夏号」等であった）を経て2008年3月29日発売の第23号（2008年5月号）から奇数月30日に発売日の翌々月号を発売する隔月刊となり、2009年5月21日発売の第30号（2009年7月号）から2010年2月21日発売の第39号（2010年4月号）までは日本の他の鉄道雑誌同様、毎月21日に発売日の翌々月号を発売する月刊となっていた。誌面は主にプラレールやBトレインショーティーなどの鉄道玩具や鉄道グッズを扱っていた。
2010年4月1日発売の第40号（2010年5月号）にて誌名を『鉄おも!』に、また発売日を偶数月1日に発売日の翌月号を発売する隔月刊に変更し、価格の引き下げや子供やファミリー層向けの内容への誌面変更を行った。
発行間隔については、隔月刊から月刊誌に戻っている。

## 連載コーナー
マンガでんしゃ遠足隊（まんがでんしゃえんそくたい）
「鉄道おもちゃ」第32号から連載がスタートした漫画コーナーである。ウサギの「うさお」と「ちびうさ」が電車に乗って旅をするという内容。基本的に一話完結だが、一部の回では前編・後編構成や3話以上続く場合がある。初期は「関西でんしゃ遠足隊」として、関西地方を中心に遠足をしていたが、鉄道おもちゃから鉄おも！にリニューアルした40号より現在のタイトルに改題し、全国各地の内容を扱うようになった。また、2014年に連載された、全5回の長編、「東北ドタバタ大遠足！」で、新キャラクターである「くまうさどん」が登場した。
キッズワールド イラストギャラリー
初期より続いているコーナー。主に、読者からのイラストを紹介するコーナーとなっている。雑誌の最終ページについている「鉄おも！おたよりしーと」を使ってイラストを描き応募することができるが、コピー用紙などでも応募することができる。
鈴川絢子の〇〇やってみたっ！（すずかわあやこのまるまるやってみた！）
鉄道タレントである鈴川絢子が、鉄道に関するさまざまな事に挑戦するコーナー。「きかんしゃトーマスの色々な楽しみ方を紹介！」「鉄道珍百景を紹介！」など、基本的に、鉄道に関することを紹介するコーナーとなっている。
プラレール総研（プラレールそうけん）
プラレールの遊び方、最新情報などを掲載するコーナー。「プラレール総合研究所」の略称。
鉄おも！情報館（てつおも！じょうほうかん）
最新の鉄道グッズなどを紹介するコーナー。

## キャラクター

### 91号以前
鉄おも！91号まで各種特集記事のレポーター役としてパペットマペットの4キャラクターが登場していた。
こてつ
鉄道好きの男の子。青い帽子をかぶっている。主にかっぱと行動をともにしていた。初期のコーナー、「ママとこてつのお散歩ガイド」では、ママも登場している。
かっぱ
河童。主にこてつと行動をともにしていた。初期のコーナー「Nゲージガイド」にも出演していた。
ラビット
てつみちと行動をともにしていた。鉄道イベント時にはてつみちとともに取材スタッフに同行していた。
てつみち
鉄道好きの金髪の男の子。「でんしゃとあそぼう！」では、クイズ担当。ラビットと行動をともにし、鉄道イベント時には取材スタッフに同行していた。
新幹線のキャラクター
パペットマペットではなく、イラストのみのキャラクターであり、雑誌中やイベント時に登場していたキャラクター。日本の新幹線をモチーフにしたデザインで、名前は、「のぞみくん」「はやぶさくん」などと。

### 92号以降
92号以降は前述のパペットマペットの登場がなくなり、鉄おも！を代表するキャラクターとしてはマンガでんしゃ遠足隊のうさおとちびうさが使用されている。

## ホームページ
2018年にホームページをリニューアルし、「鉄おも！LAND」に改名。元々雑誌に掲載されていた、イベント情報などが、ホームページに移設された。また、動画が見られたり、ペーパークラフトをダウンロードすることもできるようになった。

## 鉄おも！の特別編集本
- でんしゃだいすき！ブック
- 乗りおも！1・2
- 漫画でんしゃ遠足隊1号車
- でんしゃの博物館
- しんかんせんオールカタログ

Amazon限定版
- 鉄おも！＋
- 漫画でんしゃ遠足隊2号車
- 漫画でんしゃ遠足隊3号車